# Red Bull Ring
Red Bull Ring je trkača staza, smještena u mjestu Spielberg, u Štajerskoj u Austriji, te je trenutno domaćin Velike nagrade Austrije u Formuli 1. Staza je u prošlosti nosila imena Österreichring i A1-Ring.

## Povijest staze
Prva neprvenstvena utrka Formule 1 na ovoj stazi se vozila 1969., a od 1970. do 1987., staza je pod imenom Österreichring, bila dio kalendara Svjetskog prvenstva Formule 1. Nakon što se od 1988. do 1996., utrke Formule 1 nisu vozile ovdje, staza opet ulazi u kalendar Formule 1 1997. pod nazivom A1-Ring, te pod tim imenom ostaje dio kalendara do 2003. godine. Od 2004. do 2013., ponovo nastupa pauza u udržavanju utrke Formule 1 na ovoj stazi. Ustvari nikakve utrke se i nisu vozile na ovoj stazi do 2011., kada staza ponovno postaje aktivna, te se počinju održavati utrke DTM-a i Formule Renault 3.5. Godine 2013. Red Bull Racing je kupio stazu, renovirao ju, te promijenio ime koje nosi danas, nakon što su Dietrich Mateschitz, vlasnik Red Bulla, i Bernie Ecclestone postigli dogovor kako bi vratili Formulu 1 u Austriju iduće godine. Od 2014. do danas, Velika nagrada Austrije se vozi na ovoj stazi.

## Konfiguracija staze
Iako se na prvi pogled staza čini vrlo jednostavna, s tek nekoliko zavoja i brojnim pravcima, situacija je zapravo suprotna. Brojne promjene u elevaciji čine ju vrlo nezgodnom prilikom vožnje na granici, pogotovo na kočenjima koja su često smještena na uzbrdicama i nizbrdicama. Također, kako je krug vrlo kratak razlike među bolidima su manje no inače, a time se svaka pogreška u kvalifikacijama plaća skuplje nego što je to uobičajeno.
Staza ima srednje downforce zahtjeve, a najvažniji element svakako je kočenje. Kočnice su izuzetno opterećene pa je osim postizanja dobre stabilnosti na kočenju važno i osigurati dovoljno zraka za hlađenje kako bi izdržale 71 krug. Staza je smještena na nadmorskoj visini od otprilike 700 metara te zbog rijeđeg zraka motori imaju manje snage. Danas, u vrijeme turbo motora, turbina mora jače raditi kako bi nadoknadila taj manjak snage. Potrošnja guma nije kritična zbog manjka dugih brzih zavoja. Također, zbog nekoliko vrlo sporih zavoja važna je i dobra trakcija.

## Natjecanja
- Formula 1
- Deutsche Tourenwagen Masters
- 4 sata Red Bull Ringa
- Svjetsko prvenstvo u motociklizmu

## Vanjske poveznice
Red Bull Ring - StatsF1